# Anzelm z Alessandrii
Anzelm z Alessandrii, (XIII w.) – dominikanin,
od 1267 inkwizytor w Mediolanie i Genui. Autor historycznego zarysu herezji katarskiej – Tractatus de haereticis. W nim dokonał jednej z katolickich interpretacji obrzędu katarskiego Consolamentum.